# مخربا (إربد)
مخربا منطقة سكنية تقع في لواء الطبية، محافظة إربد في الأردن. تنتمي المنطقة لقضاء الطبية الذي يضم 7 مناطق. يقدر عدد سكانها بـ 1627 نسمة حسب إحصاء 2015. يحدها من الشرق بلدة صما و من الغرب بلدة المنشية ومن الجنوب بلدة مندح وقرية زبده الوسطية ومن الشمال الشونه الشمالية.

## الوصلات الخارجية
- دائرة الاحصاءات العامة